# Uazeba I
Uazeba I (W'ZB) ou Uazebas I (em grego clássico: Ouazebas) governou no início do século IV, aproximadamente de 310 a 320) foi um rei de Axum na África Oriental (onde hoje se localiza a Etiópia e a Eritreia). Ele sucedeu Aphilas no trono e foi conhecido pelo título de bisi zigly. 
Uazeba é conhecido principalmente pelas moedas que cunhou durante o seu reinado. Foi o primeiro governante axumita a gravar as legendas de suas moedas em gueês e o único rei de Axum a usar essa linguagem em sua moeda de ouro. 
Na verdade pouco se sabe sobre o governo de Uazeba sendo para os cientistas um dos mais obscuros governantes axumita.  A razão disso é que não foram descobertas inscrições sobre o seu governo e que somente se soube de sua existência pela cunhagem de moecas com seu busto, mas até este fato gerou polêmicas. Munro-Hay sugere, com base nas várias moedas recuperadas que tinham o busto de Uazeba no anverso (cara) e o busto de Usanas no reverso (coroa), que esses dois reis podem ter sido co-regentes. , já W. Hahn afirma que as moedas de Uazeba eram destinadas ao uso num breve período entre os reinados de Usanas e Ezana, e que Uazeba, talvez, seria um irmão mais velho de Ezana, que teria sido o sucessor imediato de Usanas. Por outro lado, é possível que Uazeba tenha governado brevemente (talvez c. 324-325) 
No entanto existem outros estudos que sugerem que o Uazeba havia morrido pouco depois de Diocleciano abdicar, entre 305 e 323, e Usanas que acabara de chegar ao trono fora obrigado a formalizar um tratado com o Império Romano feito por Uazeba. 